# Arbelodes collaris
Arbelodes collaris is een vlinder uit de familie van de Metarbelidae. De wetenschappelijke naam van de soort is voor het eerst gepubliceerd in 1921 door Per Olof Christopher Aurivillius.
Deze soort komt voor in Zuid-Afrika.